# Песоченка (приток Дубровни)
Песоченка — река в России, протекает по Ульяновскому району Калужской области.
Согласно данным водного реестра и официальным документам Калужской области, Песоченка является правым притоком Дубровни, впадающей в Вытебеть. Но на топографических картах Песоченка обозначается как правый приток Вытебети.

## География
Река Песоченка берёт начало около деревни Песоченка. Течёт через берёзовые и осиновые леса. Устье реки находится в 2,2 км от устья Дубровни по правому берегу. Длина реки составляет 12 км.

## Данные водного реестра
По данным государственного водного реестра России относится к Окскому бассейновому округу, водохозяйственный участок реки — Ока от города Белёв до города Калуга, без рек Упа и Угра, речной подбассейн реки — бассейны притоков Оки до впадения Мокши. Речной бассейн реки — Ока.
Код объекта в государственном водном реестре — 09010100512110000020100.